# شاطئ عراة

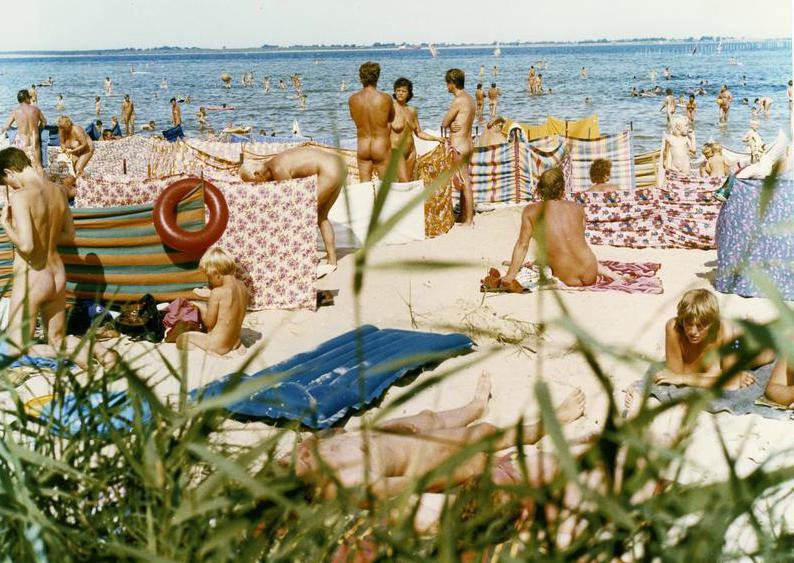
شاطئ عراة في ألمانيا سنة 1984.

شاطئ العراة (بالإنجليزية: Nude beach) ويسمى شاطئ حر هو شاطئ يسمح لروّاده أن يكونوا عارين. وعادةً ما يكون مُختلطاً بين الجنسين، كما يكون على أراضي عامة، كما يحق لأي شخص استخدام مرافقه والتنقل فيه دون حجز مُسبق. ولا يوجد شرط ما لاعتناق مذهب مُعين كما هو في مذهب العري. أُقيم أول شاطئ للعراة في خليج سان فرانسيسكو بالولايات المتحدة الأمريكية عام 1967. وقد يكون شاطئ العراة رسمياً (مسموح به قانونياً)، أو غير رسمي (بمساعدة المقيمين وتتساهل معه الحكومة)، أو غير قانوني. ومع ذلك، شواطئ العراة قليلة نسبياً وبعيدة عن المدن، والوصول إليها في بعض الأحيان أكثر صعوبة من الشاطئ العادي، والمرافق في هذه الشواطئ تميل إلى أن تكون أساسية جداً مع وجود استثناءات قليلة بارزة. السباحة العارية هي واحدة من الأشكال الأكثر شيوعاً للعري في الأماكن العامة.

## أنواع شواطئ العراة
- شواطئ يكون العري فيها إلزامي.
- الشواطئ يتم فيها التشجيع على العري.
- اختيارية الملابس. (مثل: شواطئ ميامي، ومقاطعة ميامي داد)
- شواطئ ممنوع فيها التعري، لكن يتم التغاضي عنها من قبل السلطات وعدم إنفاذ القوانين.
- شواطئ عراة غير قانونية، قد تتسبب بدفع الغرامة أو احتجاز للعراة.

## التاريخ والإنتشار
أصبحت تنتشر شواطئ العراة في خمسينات القرن العشرون على طول سواحل فرنسا. ومنذ ذلك الحين انتشرت في جميع أنحاء العالم على الرغم من أنها ما زالت قليلة ومُتباعدة. بعض الشواطئ العراة تكون جزء من منطقة عراة كاملة، مثل منطقة كاب داغد في فرنسا. كذلك مُعظم الشواطئ في الدنمارك، وبعض الشواطئ في النرويج هي اختيارية ارتداء الملابس. في ألمانيا يوجد شواطئ وحدائق عامة اختيارية ارتداء الملابس كما هو الحال في برلين  وميونخ. الشواطئ في بعض وجهات العطلات، مثل كريت، هي أيضاً اختيارية الملابس، باستثناء بعض الشواطئ في الأماكن الحضرية المركزية. وهناك شاطئين في مواقع مركزية اختيارية الملابس في برشلونة.